# 汪瑔

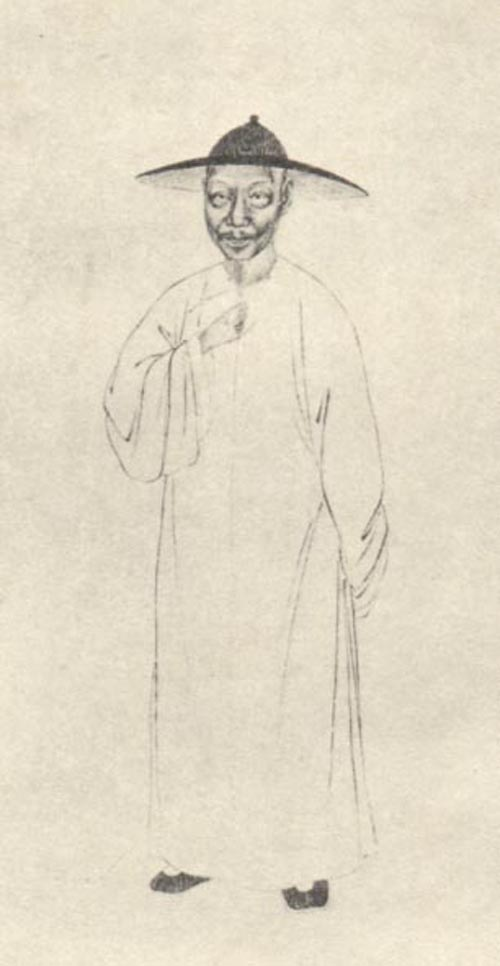
《清代學者像傳》之汪瑔

汪瑔（1828年—1891年），字芙生，号无闻子，祖籍浙江山阴（今绍兴），生於廣東番禺，清朝作家。

## 生平
早年擔任佐郡县、曲江县幕僚，當時法軍圍困曲江，其曾獻計焚燒敌舟，全城得保。光緒初年，擔任刘坤一幕僚，辦理涉外事務，著有《随山馆集》等。其與沈世良、叶衍兰并称“粤东三家”。

## 家族
有子汪兆铨，侄汪兆镛、汪兆铭（汪精卫）。